# 高橋香波
高橋香波（1992年5月30日—），日本女演員。東京都出身。Advance Production所屬。此前曾為LesPros Entertainment（Next Star）所屬。

## 演出

### 電視節目
- （Sky PerfecTV! 371頻道、2003年）。
- （Sky PerfecTV! 371頻道、2004年）。
- 「Media之ABC」（日本放送協會教育頻道、2004年）。
- （朝日電視台、2010年12月20日 - ）飾演。

### 電視劇
- 「人間的証明」（富士電視台、2004年）飾演松坂慶子・郡恭子的少女時代。
- 「真實的恐怖故事」（第1、2輯）（富士電視台、2004、2005年）。
- 「女王的教室」（日本電視台、2005年）飾演田端美知子。
- 「野豬大改造」（第2集）（日本電視台、2005年）。
- 「新・科搜研之女 第2輯 FILE-1」（朝日電視台、2005年）。
- 「唯愛」（大結局）（日本電視台、2006年）。
- 「演歌女王」（日本電視台、2007年）飾演頑皮學生。
- 「女性決不容許（日语：女はそれを許さない）」（第2集）（TBS電視台、2014年）。
- 「蜥蜴女 警視廳特殊犯罪摩托班（日语：トカゲの女 警視庁特殊犯罪バイク班）」（第1集）（東京電視台、2014年）。

### 電影
- 令人討厭的松子的一生（東寶、2006年）飾演學校合唱團團員。

### 舞台劇
- Comic Musical XYX（惠比壽Echo劇場、2008年8月28日 - 31日）飾演。

### 廣告
- MTI（2003年）
- 任天堂「Mario Party 5」（2004年）
- Taraka玩具「人生 Game Candy」（2005年）
- House食品「佛蒙特咖喱」（2006年）
- 日本放送協會「Digital Campaign」（2006年）
- 萬代「Amirin」（2006年）

### 雜誌
- 「好朋友」（講談社）（2003、2004年）
- 「Nintendo Kids」（雙葉社）（2003年）
- （小學館）（2004年） ※玩具反斗城「Girl Staff」的廣告
- 「PURE PURE」（辰巳出版）（2004年）

### 硬照
- 東大島「SORANTCITY」（2003、2004年）

### 宣傳錄影帶
- 東大島「SORANTCITY」（2003、2004年）

### 其他演出
- 櫻井智與朝倉薰劇團「Christmas Fantasy Live Broadcasting」（2003年）

### DVD
- U-15 Films「永遠」／下垣真香×佐武宇綺×高橋香波×

製造商：JDC TRUST　產品編號：ENFD-0019　定價：（連稅）3990日圓　發售日：2006/04/07

## 站外連結
- Advance Production官方個人詳細資料
- LesPros Entertainment前官方個人詳細資料
- 富士電視台「真實的恐怖故事」官方網站中的個人資料 （页面存档备份，存于）